# اگنس کارلسون
اَگنِس کارلسون (انگلیسی: Agnes Carlsson؛ زادهٔ ۶ مارس ۱۹۸۸) خواننده اهل سوئد است. وی از سال ۲۰۰۵ میلادی تاکنون مشغول فعالیت بوده‌است.